# Manonichthys paranox
Manonichthys paranox, thường được gọi là cá đạm bì bóng đêm, là một loài cá biển thuộc chi Manonichthys trong họ Cá đạm bì. Loài này được mô tả lần đầu tiên vào năm 1976.
Trong tiếng Hy Lạp, manon nghĩa là "bọt biển", còn ichthys nghĩa là "cá", ám chỉ tập tính sống trong bọt biển của loài này. Cái tên của loài này bắt nguồn từ tên của Centropyge nox, một loài cá thần tiên cũng có màu đen như nó.

## Phân bố và môi trường sống
M. paranox được phân bố ở phía tây Thái Bình Dương, và được tìm thấy ở Việt Nam, Papua New Guinea, quần đảo Solomon và bắc Úc. M. paranox thường sống xung quanh những khu vực có nhiều rạn san hô và những hốc đá ngầm ven bờ, ở độ sâu khoảng 18 – 40 m.

## Mô tả
M. paranox trưởng thành dài khoảng 8 – 9 cm. Toàn thân của M. paranox có duy nhất một màu đen tuyền với mống mắt màu đỏ sẫm. Vây bụng cũng có màu đỏ ở phía trước.
Số ngạnh ở vây lưng: 3; Số vây tia mềm ở vây lưng: 28 - 31; Số ngạnh ở vây hậu môn: 3; Số vây tia mềm ở vây hậu môn: 16 - 18; Số đốt sống: 26.
Thức ăn của M. paranox có lẽ là rong tảo và các sinh vật phù du. Chúng thường sống đơn độc hoặc theo cặp vào mùa sinh sản. Được quan sát là ưa sống xung quanh loài bọt biển.